# NCSM Bonaventure (CVL 22)
Pour les articles homonymes, voir Bonaventure.
Le NCSM Bonaventure est un porte-avions de la classe Majestic, initialement construit sous le nom de HMS Powerful pour la Royal Navy britannique. Il servit dans la Marine royale canadienne puis dans le Commandement de la Force maritime des Forces canadiennes de 1957 à 1970. Il fut le dernier porte-avions du Canada.

## Historique

### Construction et origines

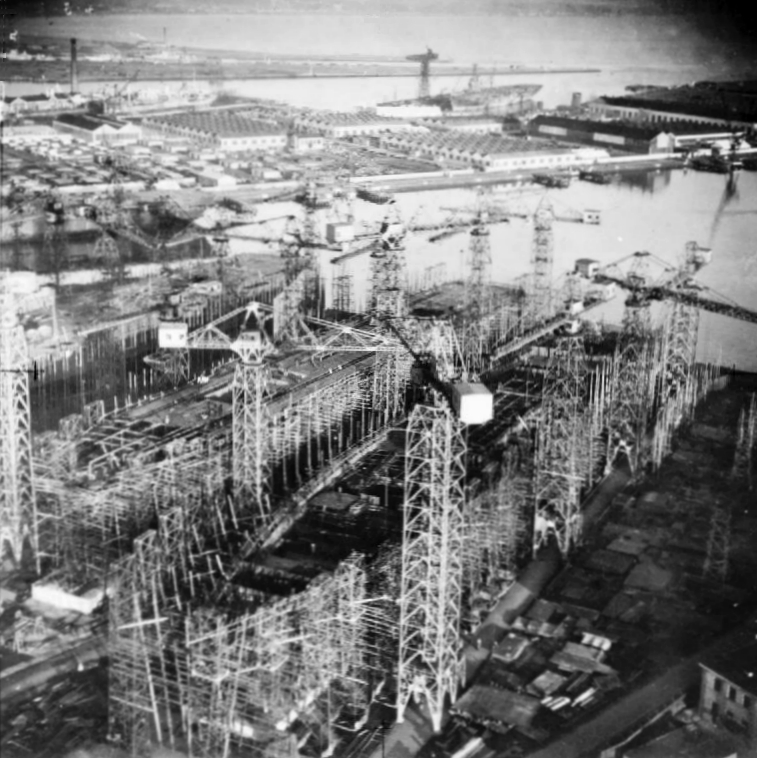
Le Bonaventure (à droite) en construction avec le Magnificent

La construction du HMS Powerful débuta dans les chantiers Harland and Wolff de Belfast le 21 novembre 1943 et il fut lancé le 27 février 1945. Les travaux sur le bâtiment furent suspendus avec la fin de la Seconde Guerre mondiale et il ne fut pas armé avant qu'il ne soit acheté par le Canada au début des années 1950. La marine canadienne cherchait alors à remplacer son porte-avions léger NCSM Magnificent (de la classe Majestic) qui n'était pas adapté aux nouveaux avions à réaction. Plusieurs porte-avions en réserve de l’US Navy ou de la Royal Navy furent envisagés avant d'opter pour le HMS Powerful, inachevé. Celui-ci fut acheté en 1952 à la Royal Navy ; outre ses travaux d'achèvement normaux, il fut doté des toutes dernières innovations techniques, à savoir d'une piste oblique, d'une optique d'appontage et d'une catapulte à vapeur.
Son nom vient de l'île Bonaventure, une île côtière de Gaspésie dans le golfe du Saint-Laurent au Québec qui abrite des colonies d'oiseaux marins.
Il fut mis en service dans la Marine royale canadienne le 17 janvier 1957, après son achèvement en version modernisée. Nouveau navire amiral de la flotte et vite affectueusement surnommé Bonnie, il pouvait emporter un groupe aérien de 34 appareils, parmi lesquels des chasseurs à réaction McDonnel F2H-3 Banshee issus d'un lot de 39 d'appareils de seconde main provenant de l’US Navy acheté entre 1955 et 1958, des appareils de lutte anti-sous-marine Grumman S-2 Tracker (construit sous licence par de Havilland Canada à Toronto à 99 unités) et des hélicoptères Sikorsky H-19.

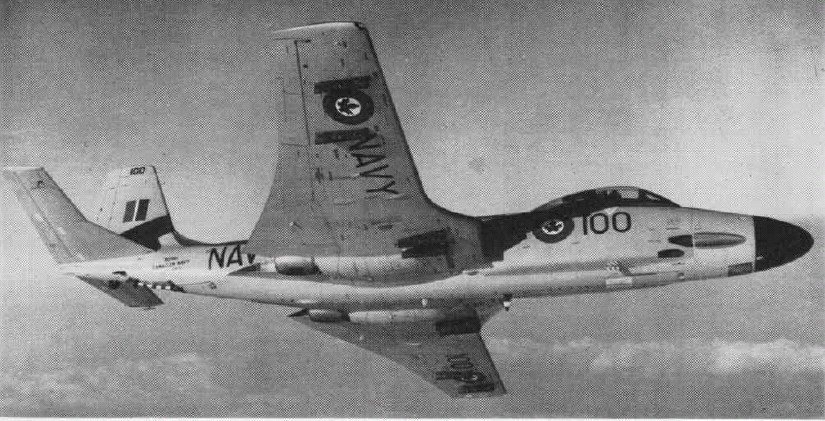
Un F2H-3 Banshee de l'escadron VF 871 du Bonaventure en 1957

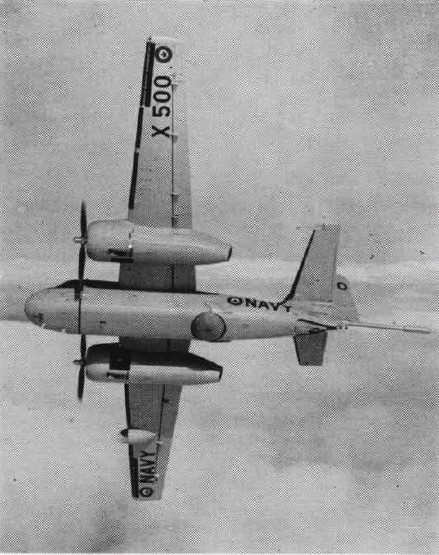
Un S-2 en vol

Malgré son aménagement avec piste oblique, poser un Banshee sur le pont relativement court du Bonaventure demeurait délicat, tout comme ça l'était pour les Tracker aux larges ailes. Quelques graves accidents furent malheureusement causés par ce handicap, comme celui du 4 mars 1958 lorsqu'un Banshee se présenta pour apponter mais ne put accrocher efficacement un frein et passa par-dessus bord. Mais malgré cela et grâce à l'implication de son personnel, le Bonaventure était capable en 1958 de mener des opérations soutenues 24h/24, en maintenant en permanence 4 Tracker et 2 HO4S en vol, couvrant une zone de 200 milles nautiques (690 km2) avec un avion de lutte anti-sous-marine. Cela faisait de la Marine royale canadienne la seule marine au monde avec l’US Navy à être capable de déployer un porte-avions en opérations 24h/24 pendant des périodes soutenues.

### Mise en service

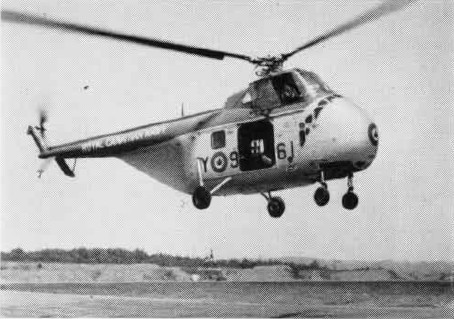
Un Sikorsky HO4S (Sikorsky H-19) de la MRC au milieu des années 1950

Le 5 avril 1957, peu avant midi, le premier Banshee se pose sur le pont du porte-avions et, le même jour dans l'après-midi, la catapulte du Bonaventure lance son premier appareil : le chasseur Banshee ayant apponté plus tôt. Le 20 janvier 1958 commence la première grande croisière du Bonaventure dans les parages des Bermudes. Durant cette croisière, pour la première fois dans l'histoire de la MRC, sont effectués des opérations aériennes et des ravitaillements à la mer en combustible des destroyers HMCS Sioux, HMCS Nootka, HMCS Algonquin et HMCS Micmac.
En septembre 1958 une autre croisière le mène jusqu'à Malte en Méditerranée. Ainsi en octobre le bâtiment se rend à Grand Harbour pour l’exercice Medaswex 27 en compagnie de bâtiments britanniques et italiens. Durant cet exercice les appareils embarqués du porte-avions réussissent à chasser un sous-marin « ennemi ».
En mai 1959 une situation hors de l’ordinaire a lieu lorsque le Bonaventure se rend en Islande aux côtés du porte-avions néerlandais HNLMS Karel Doorman afin de repeindre la coque de ce dernier qui avait violemment heurté les murs de ciment des docks (ou le quai ?).
Soucieuse d'améliorer les capacités du Banshee comme intercepteur à longue portée, la MRC décida de doter ses appareils de missiles AIM-9 Sidewinder, ce qui en fait le premier avion canadien équipé de missiles air-air. Des essais eurent lieu en novembre 1959 au cours desquels de nombreux drones ont été abattus.

### Années 1960

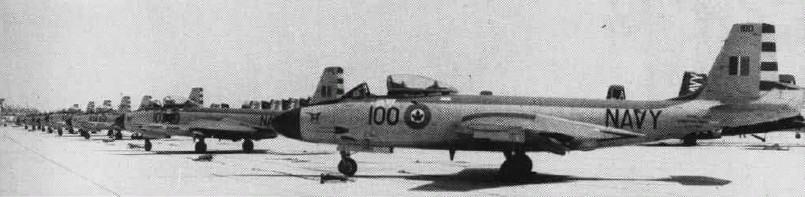
F2H-3 Banshee à la base aéronavale américaine de Key West en Floride en 1957

Le 13 février 1961 le porte-avions commence l’exercice Tout Droit et reste en mer pendant les six semaines suivantes. En juin de la même année le Bonaventure est impliqué dans un exercice à grande échelle de l'OTAN durant lequel ses appareils effectuent de nombreuses sorties. Pendant ces manœuvres un hélicoptère HS-50 s'écrase mais l'équipage est sauvé par le USS Voorhis.
Toujours en 1961, mais en octobre, à la suite de l'exercice Trapline mené avec un porte-avions de l'US Navy, les équipages des appareils de chacun des deux bâtiments profitent durant 24 heures de leur hospitalité réciproque avant de commencer la qualification des pilotes de chasse de l'escadron VF 870. Durant cette même traversée, illustrant les bonnes relations entre la MRC et l'US Navy le 9 000e appontage sur le Bonaventure est effectué par un pilote de la marine américaine. Finalement en avril 1962 durant des exercices sur la côte de la Nouvelle-Écosse le porte-avions dépasse le score des 10 000 appontages. Les chasseurs Banshee sont retirés du service le 12 septembre 1962 et, n'ayant jamais été remplacés, resteront les seuls chasseurs à réaction embarqués sur porte-avions à avoir été utilisés par la marine canadienne.

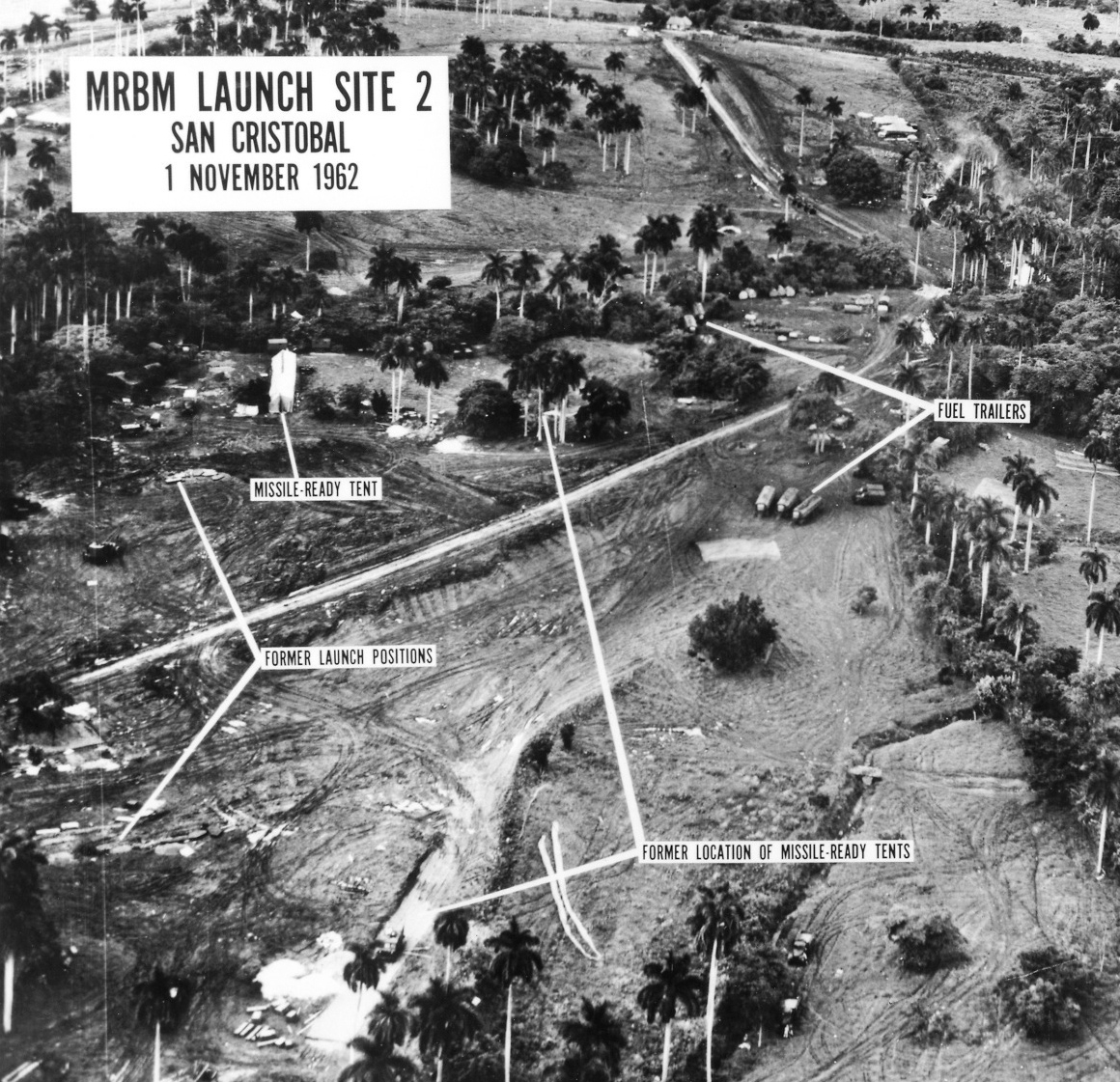
Les missiles nucléaires de l'armée rouge déployés à Cuba.

Le mois suivant, en octobre, le Bonaventure rentre à Halifax pour une période de repos. Cette dernière est brutalement interrompue par la Crise des missiles de Cuba qui met le monde au bord d'une guerre nucléaire. L'OTAN mobilise tous ses moyens pour faire tenir le blocus instauré par les Américains. Le Canada n'y échappe pas, le bâtiment appareille sans délai, prêt à toutes éventualités. De nombreux membres d'équipage s'étant rendus en Grande-Bretagne un destroyer va les récupérer et les ramener à bord. Le Bonaventure participe, en compagnie d'autres porte-avions alliés, au blocus de Cuba, les porte-avions étant chacun espacés de 150 milles. À la fin du mois la situation, jusque-là extrêmement tendue se détend et le bâtiment rentre à Halifax pour entretien, après cette longue période en mer.
En 1964, de nouveaux hélicoptères CHSS-2 Sea King complètent la flottille embarquée en remplaçant les Banshee. Le mois de mars de la même année voit l’engagement du Bonaventure à Chypre dans l'opération de maintien de la paix de l'ONU. Il sert de transport pour le contingent canadien destiné à la Force des Nations unies chargée du maintien de la paix à Chypre. Les véhicules et les hommes prennent place dans le hangar aviation tandis que des Tracker sont parqués sur le pont d'envol. Tout ceci dans le but d'éviter que les Turcs ou les Grecs ne confondent les véhicules avec des armes offensives. De retour de Chypre, le porte-avions se dirige vers Norfolk. À cette époque le remplacement des Banshee par des Skyhawk est envisagé par la Marine Canadienne. C'est pourquoi deux A-4E de l'United States Navy opèrent durant un court laps de temps depuis le Bonaventure pour tester leur aptitude à l’emploi sur un petit porte-avions comme le NCSM Bonaventure. Les résultats sont concluants et on établit que le Bonaventure pourrait mettre en œuvre jusqu'à 25 de ces avions. Malgré cela aucun Skyhawk ne sera ni acheté ni construit par le Canada. Pendant ce même exercice avec la marine américaine, le commandant du Bonaventure, un ancien opérateur d'ASDIC, utilise son porte-avions et ses Tracker embarqués comme un destroyer de lutte ASM et traque le sous-marin américain USS Sea Owl de la classe Balao. Les sous-mariniers américains furent grandement étonnés d'avoir été pourchassés par un porte-avions. À la fin de l'exercice le bâtiment rentre à Halifax avec à son actif 41 750 milles parcourus, 4 156 heures de vol et 2 432 appontages.
Le premier exercice OTAN pour l'an 1965 est Trapline, qui se déroule aux alentours de Porto Rico. Pour l'occasion le Bonaventure emporte 12 CS2F-2 Tracker de lutte ASM, 6 hélicoptères ASM Sea King, 1 hélicoptère HO4S-1 et 1 Tracker Cod de transport pour les liaisons avec le sol. C'est la première fois qu'autant d'avions sont emportés ce qui entraîne l'augmentation du nombre de membres de l'équipage jusqu'à 1 350, l'effectif "temps de guerre" du porte-avions. Plus tard le porte-avions se rend à San Juan pour une période de maintenance de deux semaines. C'est là que l'ancien White Ensign est remplacé par le nouveau Canadian Ensign à la suite de l'adoption d'un nouveau drapeau national par le Canada. Une cérémonie comprenant, entre autres, un défilé de Tracker et de Sea King ainsi qu'un salut d'armes a lieu.

### Fin de carrière
Peu de temps avant son grand carénage le Bonaventure participa à la plus grandeTask Force de l'histoire de la Marine Royale Canadienne. Cette dernière comprenait le pétrolier ravitailleur d'escadre HMCS Provider (AOR 508), le navire atelier HMCS Cape Scott (ARE 101) ; les destroyers porte-hélicoptères HMCS Nipigon (DDH 266) et Annapolis (DDH 265); les destroyers de la classe Saint-Laurent HMCS Saguenay (DDH 206) et Skeena (DDH 207) ; les destroyers de la classe Restigouche HMCS Kootenay (DDE 258), Ste Croix (DDE 256) et Restigouche (DDE 257); les frégates de la classe Prestonian HMCS Stettler (FFE 311) et HMCS Antigonish (FFE 301), le sous-marin de la Royal Navy HMS Acheron (S61, anciennement P.411) de la classe Amphion et le sous-marin canadien NCSM Grilse (SS-71) et, bien entendu, le porte-avions de classe Majestic NCSM Bonaventure (CVL-22).
C'était la première fois depuis 1956 qu'un exercice de la marine canadienne impliquait des navires de la flotte canadienne du Pacifique et de la flotte canadienne de l'Atlantique. La Task Force, sous le commandement du Commodore JC O'Brien à bord du Bonnie, fit de nombreuses escales et participa à des exercices avec l'US Navy.
Une anecdote savoureuse eut lieu lors du déploiement de cette Task Force. Devant atterrir à Belem au Brésil pour quelque raison, et bien qu'ignoré par la tour de contrôle, le pilote d'un Tracker COD s'y posa quand même. L'intervention d'un agent consulaire britannique auprès des autorités locales permit à l'avion canadien de repartir en direction de son porte-avions. Cependant, les autorités locales n'acceptant pas une transaction cautionnée par le Gouvernement canadien, le pilote du Tracker dut utiliser sa propre carte de crédit Esso pour payer le carburant et le lubrifiant nécessaires au retour de son appareil. Grande fut la surprise de sa femme au Canada quand elle reçut la facture!
En 1966, le porte-avions fut mis en cale sèche à Québec pour son grand carénage, considéré alors comme une remise à niveau de mi-vie ; ce qui l'immobilisa 18 mois jusqu'en fin 1967 et coûta 11 millions de dollars canadiens de l'époque. Peu après l'unification des forces canadiennes en 1968, le Bonaventure resta en service encore quelque temps comme navire de support mais fut finalement désarmé à Halifax le 3 juillet 1970 puis envoyé à la casse à Taïwan en 1971, mettant ainsi fin à 27 ans de l'histoire du porte-avions au Canada. Des pièces de la catapulte à vapeur du Bonaventure furent par la suite utilisées pour reconstruire la catapulte du porte-avions australien HMAS Melbourne.

## Engagements
- Crise des missiles de Cuba
- Opération de maintien de la paix à Chypre

## Description

### Avant le grand carénage de 1967
Déplacement : 16 000 t, 19 920 t à pleine charge

Dimensions : longueur 192,02 m pp, 214,58 m hors tout ; largeur 24,38 m (à la flottaison) ; tirant d'eau (à pleine charge) : 7,47 m

Propulsion : turbines à vapeur à engrenage à simple réduction Parsons, quatre chaudières de type Admiralty à 3 corps, timbrées à 350 psi (2,4 MPa), deux lignes d'arbres; 40 000 ch (30 MW),
Combustible : 3 000 à 3 200 tonnes de mazout

Vitesse maximale : 24,5 nœuds (45 km/h)

Équipage : 1 200 hommes (paix) ; 1 370 (effectif guerre)

Aviation : environ 34 aéronefs, dont :
- 16 McDonnell F2H-3 Banshee (Escadrons VF 870 et VF 871) (retirés du service le 12 septembre 1962)
- 8 Grumman CS2F Tracker (Escadrons VS 880 et VS 881)
- 12 Sikorsky HO4S (Escadron HS 50)

Pont d'envol : 214,58 m de long sur 34,29 m de large

Radars : (d'origine américaine) de veille surface AN/SPS-10, de veille air AN/SPS-12, d'altimétrie SPS-8

Armement : 4 canons doubles de 3 pouces/50 calibres (76 mm), 8 canons Bofors 40 mm

### Après le grand carénage de 1967
Déplacement / Dimensions / Propulsion / Combustible / Vitesse maximale : inchangés

Équipage : (effectif paix) 1070 hommes (dont 850 "bord" et 220 pour le groupe aérien embarqué) ; (effectif guerre inchangé)

Aviation: environ 21 aéronefs, dont :
- 8 Grumman CS2F Tracker (Escadrons VS 880 et VS 881)
- 10 Sikorsky CHSS-2 Sea King (Escadrons HS 50, HU 21 et VX 10)
- 3 Sikorsky HO4S (Escadron HS 50)

Pont d'envol : dimensions inchangées

Radars : (d'origine américaine) de veille air AN/SPS-501 ; autres radars inchangés

Armement : 2 affûts doubles de 3 pouces/50 calibres (76 mm), reste de l'armement inchangé

## Galerie

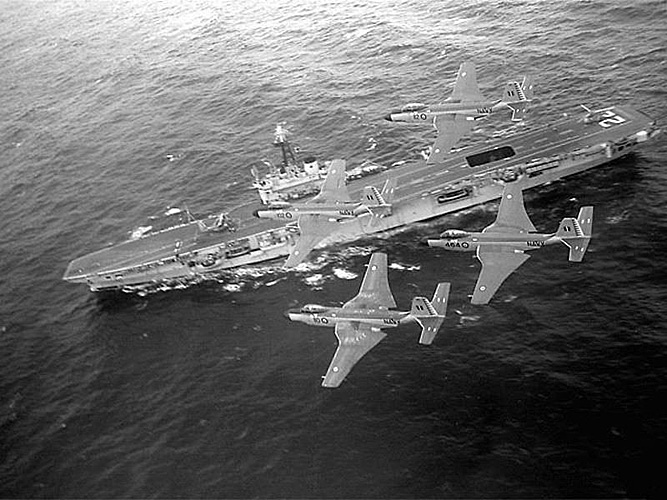
Quatre chasseurs F2H Banshee en vol au-dessus du Bonaventure
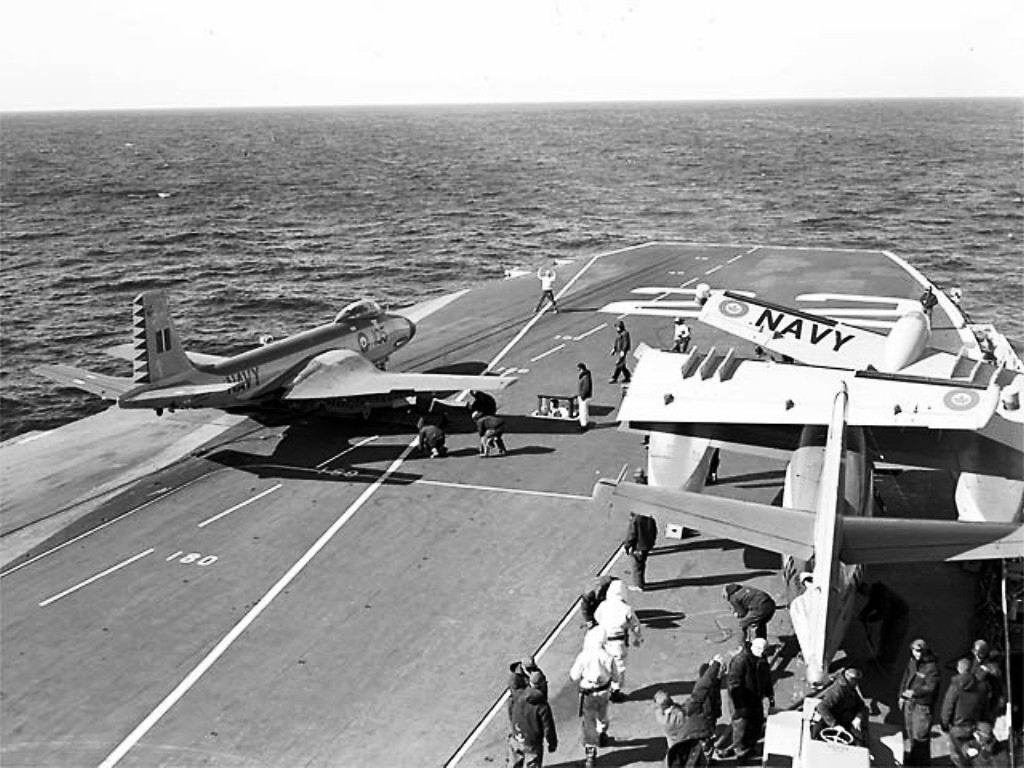
Un McDonnell F2H-3 Banshee sur le point d'être catapulté par la catapulte à vapeur du Hmcs Bonaventure
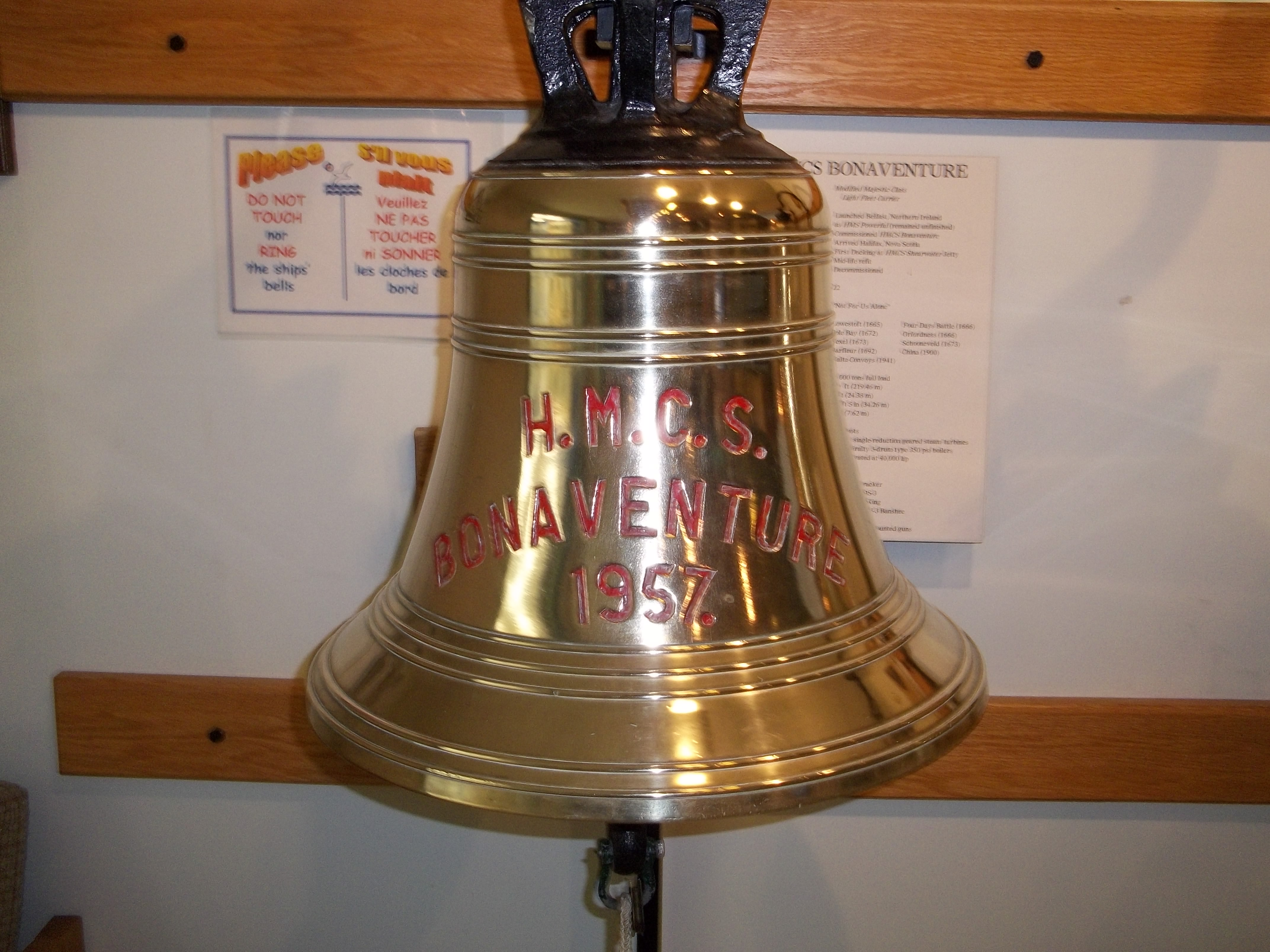
La cloche du Bonaventure au Shearwater Aviation Museum
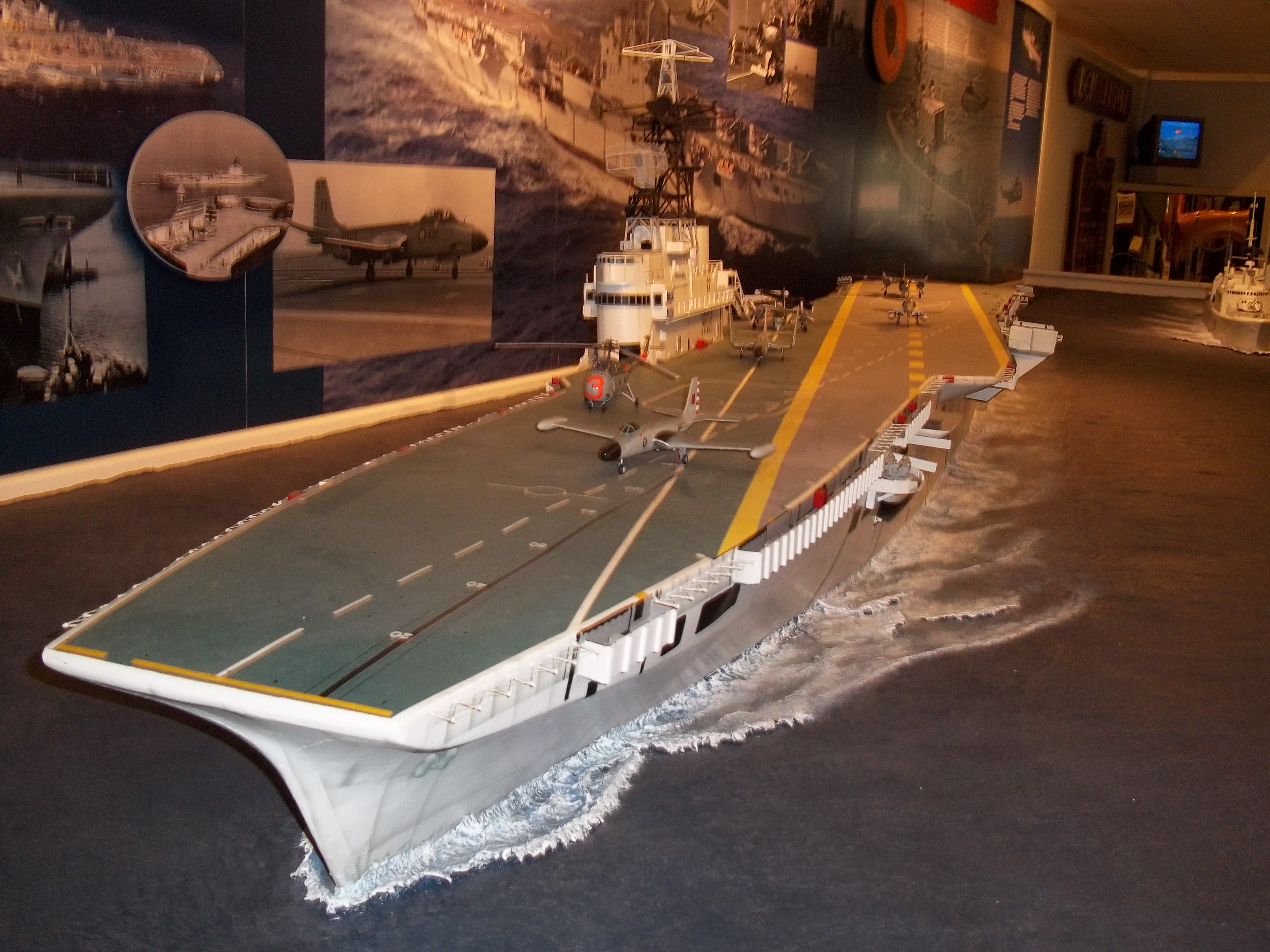
Modèle réduit du Bonaventure au Shearwater Aviation Museum

## Commémoration

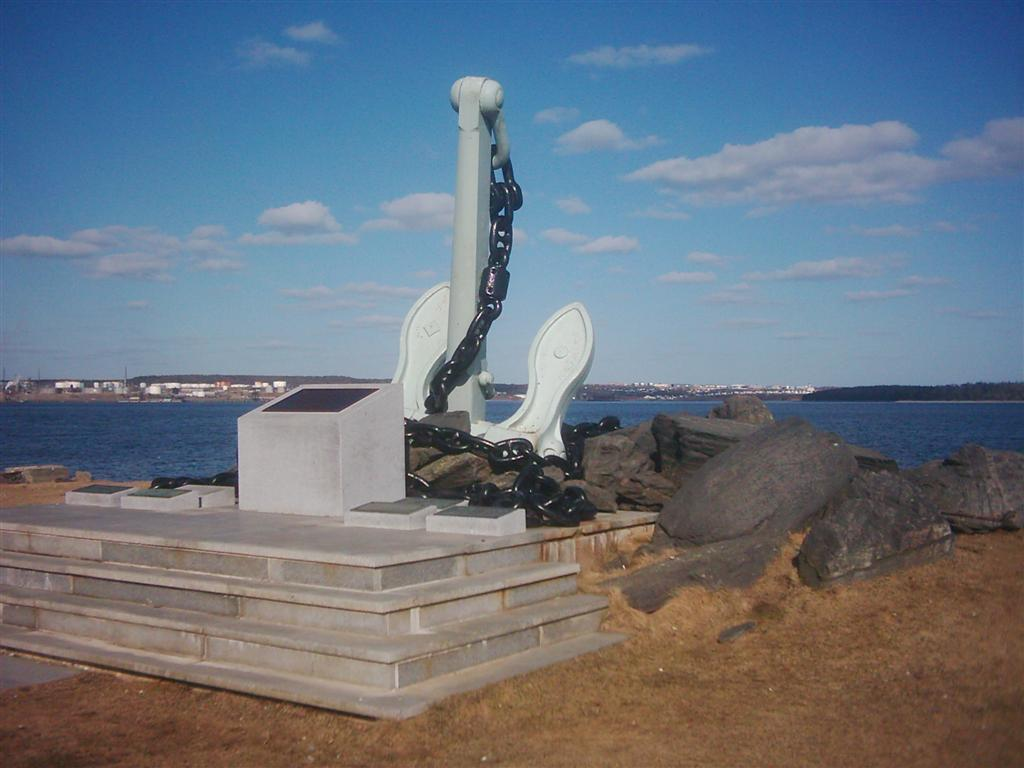
Ancre du Bonaventure au parc Point Pleasant

L'ancre du Bonaventure a été conservée au parc Point Pleasant (en) où elle est édifiée en monument aux hommes et aux femmes morts au service pour la Marine royale canadienne en temps de paix. La cloche du navire est préservée au Shearwater Aviation Museum (en) à la Base des Forces canadiennes Shearwater, où on retrouve aussi un modèle réduit du Bonaventure. Un canon Bofors de 40 mm est conservé au musée d'histoire militaire du Nouveau-Brunswick à la base de soutien de la 5e Division du Canada Gagetown en provenance de la BFC Trenton, une base aérienne de l'Ontario. Ce canon n'a vraisemblablement jamais été monté sur le Bonaventure.

## Sources
- http://www.aircraftcarrier.name/canada/Naval_av_hist_e.pdf
- http://www.aviation.technomuses.ca/assets/pdf/e_AircraftCarriers.PDF